# Haidar Haidar
Haidar Haidar (en árabe: حيدر حيدر‎)‎; (Husayn al-Baher, 1936-Tartús, 5 de mayo de 2023) fue un activista, escritor, y novelista sirio.

## Biografía
Nació en 1936, en la aldea de Husayn al-Bahr Tartus, y allí recibió su educación primaria. Después de completar sus estudios preparatorios en la ciudad de Tartús en 1951, se unió al Instituto de Docentes Educativos en Alepo, donde continuó sus estudios y se graduó en 1954.
En el segundo año del estudio en el Instituto, sus tendencias literarias, con el estímulo de un profesor de árabe y algunos amigos, comenzó su primera narración de cuentos, Madara, publicada en las páginas de una revista local publicada en Alepo.
A fines de la década de 1950, el clima político en Siria era turbulento, con tendencias, ideas, organizaciones y golpes de estado posteriores a la independencia. La vida política en ese momento también se vio envuelta en el caos y la confusión después de la derrota militar en Palestina, el comienzo del establecimiento del proyecto sionista y el surgimiento de la entidad israelí. Haidar eligió el movimiento árabe-unionista y se unió al resto de sus colegas y compañeros de estudios, además del trabajo de estudio en el Instituto.
Después de graduarse en el Instituto y practicar la docencia durante una década, se mudó a Damasco, donde el clima literario se vivía a través de la Kabab, intelectuales y un movimiento cultural activo. En Damasco, comenzó a publicar historias en los periódicos diarios y mensuales. El diario libanés de las artes fue el foro más importante en el que escribió sus primeras historias, que se publicaron en el grupo de Hayaas al-Nawras al-Muhajir en 1968.

## Carrera
Su novela Walimah li A'ashab al-Bahr (Una fiesta para las algas marinas) fue prohibido en varios países árabes, e incluso provocó una reacción de enojo tardío por parte de los clérigos de la Universidad de al-Azhar después de la reimpresión en Egipto en el año 2000. Los clérigos emitieron un Fatwa que prohibía la novela, y acusó a Haidar de herejía y ofender al Islam. Los estudiantes de Universidad de al-Azhar organizaron enormes protestas contra la novela, que finalmente llevaron a su confiscación.

## Obra

### Novelas
- Al-Fahd (الفهد) El Guepardo, 1968.
- Az-Zaman al-Muhish (الزمن الموحش) Tiempo Salvaje, 1973.
- Walimah li A'ashab al-Bahr (وليمة لأعشاب البحر) Una fiesta para las algas marinas, 1983.
- Maraya an-Nar (مرايا النار) Espejos de Fuego.
- Shumous al-Ghajar (شموس الغجر) Los Soles de los Gitanos, 1996.
- Haql Urjuwan (حقل أرجوان) Campo Púrpura, 2000.
- Marathi al-Ayyam (مراثي الأيام), Las Elegias de los Días, 2001.

### Cuentos cortos
- Hakaya an-Nawrass al-Muhajir (حكايا النورس المهاجر) Cuentos de Una Gaviota Migratoria, 1968.
- Al-Wamdh (الومض) Intermitente, 1970.
- Al-Faiadhan (الفيضان) La Inundación, 1975.
- Al-Wu'ul (الوعول) El Ibecis, 1978.
- At-Tamawujat (التموجات) Ondulaciones, 1982.
- Ghasaq al-Aalihah (غسق الآلهة) El Ocaso de los Dioses, 1994.

### Otras publicaciones
- Capucci (كبوتشي) biografía de Capucci, 1978.
- Awraq al-Manfa (أوراق المنفى) Papeles del Exilio, 1993.
- Olumona (علومنا) Nuestras Ciencias.